# Pylaisiadelphaceae
Pylaisiadelphaceae är en familj av bladmossor som beskrevs av Bernard Goffinet och William Russell Buck. Pylaisiadelphaceae ingår i ordningen Hypnales, klassen egentliga bladmossor, divisionen bladmossor, och riket växter.
Familjen innehåller bara släktet Platygyrium.